# Charles Joseph Hullmandel
Charles Joseph Hullmandel (* 15. Juni 1789 in London; † 15. November 1850 ebenda) war ein britischer Lithograf.

## Leben und Wirken

Twenty-four views of Italy, 1818

Charles Joseph Hullmandel war der Sohn des deutschen Komponisten Nicolas-Joseph Hüllmandel (1756–1823) und der Französin Camille Aurore Ducazan, die 1787 in Frankreich geheiratet hatten und kurz vor der Französischen Revolution 1789 nach London geflohen waren. Hullmandel begann 1818 in der Londoner Great Marlborough Street mit einigen wenigen lithografischen Pressen zu experimentieren und druckte nach Vorlagen, die er nach eigenen Zeichnungen anfertigte. Um mehr über die chemischen Hintergründe der lithografischen Technik zu lernen, wandte Hullmandel sich an Michael Faraday. Die Zusammenarbeit zwischen beiden führte zu zahlreichen Verbesserungen bei der Qualität lithographischer Erzeugnisse, die Hullmandel 1824 in seinem Werk The Art of Drawing on Stone dokumentierte.

## Schriften
- The art of drawing on stone, giving a full explanation of the various styles, of the different methods to be employed to ensure success, and of the modes of correcting, as well as of the several causes of failure. London 1824 (Digitalisat).